# Kallarepura, Malavalli
Kallarepura là một làng thuộc tehsil Malavalli, huyện Mandya, bang Karnataka, Ấn Độ.